# Якоб ван Утрехт
Якоб ван Утрехт (нід. Jacob van Utrecht; 1479/1480 — бл. 1530) — фламандський художник періоду Північного Відродження. Підписувався як Jacobus Traicetensis.

## Біографія
Про нього замало відомостей. Ймовірно був сином художника Клааса. Народився 1479 або 1480 року. Тривалий час вважалося, що народився в Утрехті, але тепер дослідники сумніваються в цьому. Напевне тут Якоб здобув успіх й тривалий час працював.
1500 року стає громадянином міста Амстердам. 1506 року увійшов до гільдії живописців Св. Луки. У 1519 році вже підписується як член братства Леонарда в Любеку, яке було прихильником лютеранства. Остання письмова згадка відноситься до 1525 року. Втім висловлюється думка, що міг працювати в Штральзунді й померти близько 1530 року.

## Творчість
Основу доробку ставлять картини і вівтарі з релігійними сюжетами, а також численні портрети. Зробив внесок у розвиток портретного живопису. З великою ретельністю передавав індивідуальні риси обличчя, одягу.

### Роботи
- Берлінський вівтар (1513)
- Кельнська вівтарна частина (1515 р.) для церкви Святого Мартіна в Кельні
- Триптих (1520) для любекського купця Генріха Керкрінга
- Портрет молодої пані з Любека (бл. 1520)
- Портрет людини з собачкою (бл. 1520)
- Портрет Йоганна Вігерика (1522)
- Портрет чоловіка, що пише листа (1524)
- Портрет молодика з кільцями (1524), можливо частина парного портрета
- Вівтар розп'яття (бл. 1525 р.)
- Троїцький вівтар (1525 р.) для церкви Святої Марії в Любеку (втрачений під час Другої світової війни)
- Вівтар Благовіщення з портретами Германа Пльоніса та його дружині